# Liste der Museen im Landkreis Starnberg
Die Liste der Museen im Landkreis Starnberg  gibt einen Überblick über aktuelle und ehemalige Museen im Landkreis Starnberg in Bayern.

## Aktuelle Museen
| Gemeinde  | Name                      | Kurzbeschreibung | gegründet/ eröffnet | Träger                   | Standort                                                    | Bild           | Link |
| --------- | ------------------------- | --- | ------------------- | ------------------------ | ----------------------------------------------------------- | -------------- | ---- |
| Gilching  | SchichtWerk               | Die Ausstellung Zeitreisen im Wersonhaus veranschaulicht anhand von archäologischen Funden, Medien- und Mitmachstationen die Zeit des Übergangs von der spätrömischen zur bajuwarischen Besiedelung.                                    | 2017                | Zeitreise Gilching e. V. | Wersonhaus                                                  |                |      |
| Pöcking   | Kaiserin Elisabeth Museum | Die Ausstellung im historischen Bahnhofsgebäude erinnert an das Leben der Kaiserin Elisabeth von Österreich-Ungarn (bekannt als Sisi) von ihrer Jugendzeit in München und Possenhofen bis zur Ermordung am Genfer See.                  | 1998                | Gemeinde Pöcking         | Ehemaliger Bahnhof Possenhofen                              | weitere Bilder |      |
| Starnberg | Museum Starnberger See    | Am Ort des Siedlungsursprungs der Stadt Starnberg zeigt das Museum die Geschichte und Kultur der Region von der Früh- und Fischereigeschichte bis zur höfischen Schifffahrt der bayerischen Herzöge und Könige auf dem Starnberger See. | 9. Juli 1914        | Stadt Starnberg          | Lochmannhaus aus dem 16./17. Jahrhundert mit modernem Anbau | weitere Bilder |      |
| Starnberg | Villa rustica             | Die Ausgrabung des Hypokaustums eines römischen Gutshofs und eine Auswahl von Fundstücken sind durch einen vitrinenartigen Bau geschützt und mit Erläuterungen versehen. Der Umriss des Haupthauses ist im Gelände markiert.            | Juni 2004           | Stadt Starnberg          | Leutstetten                                                 | weitere Bilder |      |
| Tutzing   | Ortsmuseum Tutzing        | Das Museum führt durch die Tutzinger Ortsgeschichte und zeigt die Entwicklung von Handwerk und Gewerbe, insbesondere der Fischerei. | 7. Mai 2010         | Gemeinde Tutzing         | Ehemaliges Schulhaus am Thomaplatz                          | weitere Bilder |      |

## Ehemalige Museen
| Gemeinde | Name                                       | Kurzbeschreibung | geschlossen/ aufgelöst | Träger | Standort                    | Bild | Link |
| -------- | ------------------------------------------ | --- | ---------------------- | ------ | --------------------------- | ---- | ---- |
| Tutzing  | Museum G. Frey                             | Georg Freys entomologische Sammlung war mit zwei bis drei Millionen Exemplaren eine der größten privaten Käfersammlungen der Welt. Sie wurde nach langem Rechtsstreit 1997 ins Naturhistorische Museum Basel verlegt. | 1992                   | Privat | Privathaus der Familie Frey |      |      |
| Tutzing  | Niederebersdorfer Heimat- und Archivstuben | Im Dachgeschoss des Feuerwehrhauses waren Erinnerungsstücke der Heimatvertriebenen aus der Gemeinde Niederebersdorf ausgestellt, für die Tutzing 1964 eine Patenschaft übernommen hatte.                              | 2012                   |        | Altes Feuerwehrhaus         |      |      |